# 冨樫博之
冨樫 博之（とがし ひろゆき、1955年〈昭和30年〉4月27日 - ）は、日本の政治家。自由民主党所属の衆議院議員（5期）、総務副大臣。
復興副大臣、総務大臣政務官、自民党秋田県連会長、秋田県議会議長（第62代）、秋田県議会議員（5期）等を務めた。

## 来歴
秋田県秋田市太平生まれ。生家は農家。秋田県立秋田工業高等学校定時制、秋田経済大学（現ノースアジア大学）経済学部経済学科卒業。大学卒業後、16年にわたり野呂田芳成参議院議員（後に衆議院議員）の秘書を務める。
1995年、秋田県議会議員選挙に出馬し、初当選した。県議を5期務め、2009年に第62代秋田県議会議長に選出された。
2012年11月、秋田県議会議員を5期目の任期途中で辞職し、第46回衆議院議員総選挙に秋田1区から自由民主党公認で出馬。民主党前職の寺田学、日本維新の会元職の近江屋信広、民主党の比例単独候補から日本未来の党に鞍替えした高松和夫らを破り、当選した。
2014年の第47回衆議院議員総選挙に秋田1区から自民党公認で出馬し、再び民主党元職の寺田を破り、再選（寺田も比例復活）。2015年9月28日、石破派の結成に参加した。
2016年、第3次安倍第2次改造内閣で総務大臣政務官に任命された。2017年の第48回衆議院議員総選挙では、希望の党は秋田1区に元参議院議員の松浦大悟を擁立し、前職の寺田学は比例東北ブロック単独で立候補。秋田1区で冨樫が松浦を2万5千票あまりの大差で破って3選を果たし、松浦は落選したが、寺田は比例東北ブロックで議席を獲得して当選した。
2019年6月16日、自民党秋田県連会長に就任。しかし、2019年参院選の秋田選挙区で党公認候補が敗れた責任を取り、会長就任からわずか1カ月半後の7月30日に会長を辞任。2021年、復興副大臣に就任。
2021年10月31日、第49回衆議院議員総選挙で4選。
2024年9月27日に行われた自民党総裁選挙において石破茂の推薦人に名を連ね、1回目の投票、決選投票、ともに石破に投じた。
2024年10月27日の第50回衆議院議員総選挙では872票差の僅差で寺田を破り5選。
同年11月13日、第2次石破内閣で総務副大臣に就任。

## 政策・主張

### 憲法改正
- 第9条を含む日本国憲法の改正に賛成[17]。
- 憲法への緊急事態条項の創設に賛成[17]。
- 参議院議員通常選挙で隣接する県を一つの選挙区にする「合区」をなくすための憲法改正に賛成[17]。

### 消費税増税
- 2012年の公開アンケートにおいて、消費税を2014年4月に8%、2015年10月に10%まで引き上げる法律が成立したことについて「法律通りに引き上げるべきだ」と回答している[18]。
- 2014年の公開アンケートにおいて、「2017年4月に消費税率を10%に引き上げるべきだ」と回答している[19]。
- 2017年の公開アンケートにおいて、消費税を2019年10月に10%に引き上げることについて「賛成」と回答している[17]。
- 「消費税0％の検討」を掲げた『国民を守るための「真水100兆円」令和2年度第2次補正予算に向けた提言』に賛同している[20]。

### その他
- 原子力発電は日本に「必要だ」としている[17]。
- 非核三原則の「持ち込ませず」の部分について、「議論すべきだ」としている[17]。
- 2013年11月26日、特定秘密保護法案の採決で賛成票を投じた[21]。

## 不祥事
- 2012年の第46回衆議院議員総選挙に際し、冨樫への投票を呼びかける文書を配布した公職選挙法違反（事前運動、法定外文書頒布）の疑いで、冨樫の後援会事務所の60歳代の男性幹部が、秋田地検に書類送検された[22]。
- 2016年6月、選挙区内の祭りで主催団体に対し日本酒を提供していた[23]。公職選挙法は選挙区内での寄付行為を禁じており、冨樫の事務所は「町内活動の一環として20年ほど前から慣例的に渡していた。地域住民にも迷惑をかけてしまい、申し訳ない。今後は控える」と釈明した[23]。

## 所属団体・議員連盟
- 自民党たばこ議員連盟[24]
- 日本会議国会議員懇談会
- 神道政治連盟国会議員懇談会
- みんなで靖国神社に参拝する国会議員の会
- イーストベガス推進協議会[25]

## 選挙歴
| 当落 | 選挙                     | 執行日         | 年齢 | 選挙区       | 政党       | 得票数    | 得票率 | 定数 | 得票順位 /候補者数 | 政党内比例順位 /政党当選者数 |
| ---- | ------------------------ | -------------- | ---- | ------------ | ---------- | --------- | ------ | ---- | ------------------ | ---------------------------- |
| 当   | 1995年秋田県議会議員選挙 | 1995年4月9日   | 39   | 秋田市選挙区 | ーー       | ーー票    | ーー   |      | /                  | /                            |
| 当   | 1999年秋田県議会議員選挙 | 1999年4月11日  | 43   | 秋田市選挙区 | ーー       | ーー票    | ーー   |      | /                  | /                            |
| 当   | 2003年秋田県議会議員選挙 | 2003年4月13日  | 47   | 秋田市選挙区 | 自由民主党 | 1万3238票 | ーー   | 11   | 2/15               | /                            |
| 当   | 2007年秋田県議会議員選挙 | 2007年4月8日   | 51   | 秋田市選挙区 | 自由民主党 | 1万3393票 | ーー   | 7    | 3/8                | /                            |
| 当   | 2011年秋田県議会議員選挙 | 2011年4月10日  | 55   | 秋田市選挙区 | 自由民主党 | 1万4735票 | ーー   | 13   | 1/16               | /                            |
| 当   | 第46回衆議院議員総選挙   | 2012年12月16日 | 57   | 秋田県第1区  | 自由民主党 | 7万3356票 | 46.71% | 1    | 1/5                | /                            |
| 当   | 第47回衆議院議員総選挙   | 2014年12月14日 | 59   | 秋田県第1区  | 自由民主党 | 6万6388票 | 47.02% | 1    | 1/4                | /                            |
| 当   | 第48回衆議院議員総選挙   | 2017年10月22日 | 62   | 秋田県第1区  | 自由民主党 | 7万9442票 | 53.72% | 1    | 1/3                | /                            |
| 当   | 第49回衆議院議員総選挙   | 2021年10月31日 | 66   | 秋田県第1区  | 自由民主党 | 7万7960票 | 51.86% | 1    | 1/2                | /                            |
| 当   | 第50回衆議院議員総選挙   | 2024年10月27日 | 69   | 秋田県第1区  | 自由民主党 | 6万387票  | 41.15% | 1    | 1/4                | /                            |